# Ferdinando Nicoletti
Ferdinando Nicoletti (Catania, 12 settembre 1959) è un medico e farmacologo italiano.

## Biografia
Laureato nel 1982 in medicina presso l'Università degli Studi di Catania, ha iniziato a svolgere attività di ricerca negli Stati Uniti, sotto la guida di Erminio Costa, per poi ritornare in Italia e specializzarsi sia in farmacologia (con Umberto Scapagnini) che in neurologia. 
Ha insegnato farmacologia presso le Università di Perugia e di Catania; dal 2000 è professore ordinario di farmacologia presso l'Università degli studi di Roma "La Sapienza" e direttore della scuola di specializzazione in farmacologia e tossicologia clinica presso lo stesso ateneo. Dirige inoltre l'unità operativa di ricerca in neurofarmacologia presso l'Istituto Neurologico Mediterraneo. 
È autore di oltre 900 pubblicazioni in Italia e all'estero, con un H index Google Scholar pari a 76.

## Attività di ricerca e ambiti applicativi
Si è specializzato nello studio dei recettori metabotropici del glutammato (mGluR), di cui è stato lo scopritore (in condivisione con Joël Bockaert) nel 1985, scoperta che nel 1992 gli è valsa la segnalazione come uno dei quattro migliori ricercatori europei in neurobiologia di età inferiore ai 41 anni. 
I recettori metabotropici, anche indicati con il nome di recettori accoppiati a proteine G, sono un tipo di recettori di membrana (l'altro tipo è detto ionotropico) responsabili dell'avvio di processi a catena che mediano e moderano l'attività dei neuroni. Quando un recettore ionotropico viene attivato, apre un canale che consente il flusso di ioni come Na+, K+ o Cl−. Invece, quando viene attivato un recettore metabotropico, hanno inizio una serie di eventi intracellulari che possono anche determinare l'apertura di canali ionici o altri eventi intracellulari, ma che principalmente determinano un'attività detta di secondi messaggeri. Entrambi i tipi di recettori sono attivati da specifici ligandi chimici. 
In particolare, i recettori mGluR si legano al glutammato, un amminoacido che funziona come neurotrasmettitore eccitatorio. I recettori mGluR svolgono diverse funzioni nel sistema nervoso centrale e periferico: sono coinvolti, ad esempio, nelle sinapsi dell'ippocampo, del cervelletto e della corteccia cerebrale, così come in altre parti del cervello e nei tessuti periferici.
Lo studio dei recettori mGluR è una delle aree in più rapida crescita della neurofarmacologia, per il loro ruolo in varie condizioni fisiologiche e patologiche, come apprendimento e memoria, modulazione degli input sensoriali, controllo del movimento, percezione del dolore, schizofrenia, ansia, convulsioni, dipendenza da farmaci, malattie neurodegenerative e regolazione dello sviluppo dei circuiti sinaptici. 
In particolare, la ricerca ha riguardato lo studio sugli agonisti e antagonisti chimici del glutammato, per il trattamento farmacologico di un'ampia varietà di disturbi come la sindrome dell'X fragile, la schizofrenia, la malattia di Parkinson e le discinesie indotte da L-DOPA, la sclerosi laterale amiotrofica, l'ansia generalizzata, il dolore cronico, e il disturbo da reflusso gastroesofageo; ed ancora ha riguardato lo studio dei prodotti naturali per la cura di patologie come le neoplasie maligne e le malattie infettive.
Dal 2000 organizza il Meeting internazionale sui recettori metabotropici del glutammato. 

## Premi e riconoscimenti
- Top world scientist nel campo dei recettori metabotropici del glutammato (Biomed Experts: prima posizione nel 2011 e nel 2012; seconda posizione nel 2013)[1];
- Recipient of the Ruffolo’s Award to the Carrer da parte dell'American Society for Pharmacology and Experimental Therapeutics (San Diego, CA, 26 aprile 2014)[18].